# BDVmot
A MÁV-START 414 sorozat (korábban MÁV 68-05 sorozat közismert nevén: BDVmot) a MÁV-START egyik villamos elővárosi motorvonata. Beceneve: Hernyó. Az 1980-as évek közepén a személyszállítás gazdaságosabbá tétele érdekében a MÁV úgy döntött, hogy a villamosított elővárosi forgalmat motorvonatokkal kívánja ellátni. Ezért megrendelte a Ganz–MÁVAG-tól a 4 részes BDVmot villamos-motorvonatot, melyből az első egység 1988-ban készült el. A motorvonat elővárosi forgalmi jellegét szem előtt tartva, a  tervezésénél alapvető követelmény volt a nagy gyorsítóképesség, a gyors utascsere és a lehető legkisebb karbantartási igény. A típus beceneve „Hernyó” (Amx kocsi vonatba sorolása esetén „Selyemhernyó”).

## Története
Az első 20 BDV sorozatjelzésű motorvonat csak 1988-ban állt üzembe egy hosszú, kemény, MÁV-on belüli harc után. Az egyébként (50-60-as évek szintjén) kiváló paraméterekkel rendelkező Bhv kocsik ingavonati üzemben még „csak” 30 évesek voltak ekkor, tehát az elővárosi forgalom hagyományos eszközökkel megfelelően működött. A BDV motorvonat természetesen a korabeli hazai ipar lehetőségeinek felmérésével, az adottságokra épült. Abban az időben a nyugat-európai példák is önálló motorkocsiból / motorkocsikból, személykocsikból és vezérlőkocsiból álló, különféle csoportosításba véglegesen, vagy alkalomszerűen összekapcsolt alapegységekből álltak, természetesen az alapegységek gyors szét- és összekapcsolását lehetővé tevő központi ütköző-vonó készülékekkel a vonatvégeken. A magyar ipar (jelen esetben a Ganz-MÁVAG) tudott gyártani megfelelő minőségű személykocsikat, 120/160, majd később 200 km/h sebességre alkalmas forgóvázakat és a Ganz Villamossági Művek vállalkozott a váltakozó áramú aszinkron motoros, egyenirányítóval, áraminverterrel ellátott villamos berendezés legyártására. Az ipar lehetőségeinek és a MÁV akkori igényének összehangolása egy négyrészes motorvonat kialakítását tette lehetővé, amely négytengelyes motorkocsiból (amelyben a hajtóberendezés minden eleme megtalálható), 2 négytengelyes személykocsiból és egy hasonló járműszerkezeti kialakítású vezérlőkocsiból áll. Ezek a járművek megfeleltek a korabeli elővárosi személyszállítás igényeinek. Az alapszerelvény a gyártás idején 344 (+12 pótülés) ülőhellyel rendelkezett két motorvonat távvezérlési lehetőségével.
Mindemellett a 20 darab motorvonat megjelenése igen jelentős áttörést hozott a Budapest–Vác–Szob, majd a Budapest–Vácrátót–Vác-vasútvonalakon. A szobi vonalon bevezettek egy megközelítőleg ütemes menetrendet is a motorvonatok üzembe helyezésekor, azonban ezt a sikert a belső (és külső) ellenállás lassan felőrölte.
A folyamat megállt a 90-es évek közepén és a villamos motorvonatok beszerzése terén ismét egy évtizednyi szünet következett. Ezzel megpecsételődött annak a 36 motorvonati betétkocsinak a sorsa, amelyhez nem készülhettek el sem a motor-, sem pedig a vezérlőkocsik. Eközben a 45-50 éves Bh kocsik felújításával szükségből – a jármű belső megújulása ellenére a 20. századi színvonalon konzerválódva – a korszerű FLIRT és KISS motorvonatok érkezéséig maradt a régi ingavonati rendszer a villamos üzemű elővárosi forgalomban.

## Műszaki jellemzői
A BDV villamos-motorvonat alapegysége egy B’B’ tengelyelrendezésű, 1520 kW teljesítményű poggyászteres villamos motorkocsiból (BDVmot, 414 sorozat), két közbenső 2’2’ tengelyelrendezésű mellékkocsiból  (Bmx 22-05) és egy ugyancsak 2’2’ tengelyelrendezésű vezérlőkocsiból (Bmxfee 80-05, korábban Bmxt) áll. Az összes gépészeti berendezés a motorkocsiban lett elhelyezve. A motorkocsi két forgóvázában elhelyezett négy kerékpárját az alvázra hosszirányban felfüggesztett 2 db – a gyártás éveiben újdonságnak számító – aszinkronmotor hajtja kardántengely és kúpkerékhajtás segítségével. A vontatómotorok táplálásához a járművek építése idején még nem volt lehetőség nyugatról a korszerű GTO-tirisztorok beszerzésére, így a hajtáselektronikát hagyományos tirisztorokkal, áraminverteres felépítéssel oldották meg. A motorkocsi képes visszatápláló fékezésre is, de ezt a funkciót hibás működése miatt ki kellett iktatni. A vonat ajtajai távműködtetésűek, gombnyomásos nyitással és központi, a mozdonyvezető általi ajtózárással. Három villamos motorvonat összekapcsolható és egy egységként távműködtetve vezérelhető. A közbenső mellékkocsik a vonategységből kisorolhatóak, és mozdony vontatta szerelvény alakítható belőlük.
A névleges teljesítmény 1520 kW, a motorvonat üres szolgálati tömege 193 tonna, tehát a fajlagos teljesítmény az üres vonatnál 7,9 kW/tonna, ami elővárosi gyakorlatban meglehetősen szolid érték. (OVSZ előírás ma már elővárosban a 8-12 kW/tonna érték.) Az indító vonóerő és a villamos fékezés hatásossága is meglehetősen mérsékelt a váci vonal átlagosan 3,7 km-es átlagos megállási távolságához mérten. A hajtott tengelyekre jutó tömeg aránya az egy motorkocsis kialakítás következtében 33%.
A 120 km/h maximális sebességű motorvonatokból 1990-ig 20 db készült, melyből az utolsó 4 egység egy-egy elsőosztályú mellékkocsit (Amx) is tartalmazott – ezek ma mozdonyvontatású szerelvényekben közlekednek. Kezdetben sok gond volt a kardántengelyekkel és vontatómotor csapágyakkal, amely balesethez és a motorkocsik időszakos leállításához vezetett. A problémát ezen alkatrészek megerősítése orvosolta. A sorozatból már csak 19 motorkocsi közlekedik, mert a BDVmot 005 motorkocsit 1994-ben baleset miatt selejtezték, és a korábban leégett BDVmot 019-et a selejtezett 005-ösből építették újjá.
A sorozat első példányát, a BDVmot 001-et (ma 414 001) a Hungarotrain Vasúti Járműszervíz Mérnöki Kft. 2016-ban átalakította. A cél a szabályzóberendezések korszerűsítése volt. Ennek során megmaradt az eredeti, áraminverteres hajtás, ezt azonban mikroszámítógépes vezérléssel látták el. A hátfalszekrényben található relés vezérlést is programozható logikai vezérlő vette át. Ezenkívül a mozdonyvezetőt segítendő visszajelző lámpákat (az úgynevezett Rafi-táblát) érintőképernyős kijelzőre cserélték, melynek segítségével további információk kijelzésére is lehetőség nyílt. A korábbi Seibold-műszer helyett pedig digitális csíkkijelző került beépítésre. A tervek szerint a típus több példányát átalakították volna ennek megfelelően, azonban pénzhiány miatt csak a 414 020 és 414 016 járművek készültek el.

## Alkalmazása
Elővárosi motorvonat jellege ellenére az első években a szobi vonal kiszolgálásán kívül gyorsvonatként is közlekedtek Budapest és Szeged, illetve Miskolc–Hatvan–Szolnok–Cegléd–Szeged között. A BDVmot 019 tűzesete után az összes motorvonatot elővárosi forgalomba helyezték át, az Amx-kocsikat Bmx-kocsikkal váltották ki, így valamennyi vonat tisztán másodosztályú lett. A veresegyházi vonal villamosításával feladatuk lett e vonal kiszolgálása is a vasúti pálya gyenge alépítménye miatt. Ezen kívül néha besegítettek a ceglédi vonal forgalmába is. Az ütemes menetrend 2004-es bevezetéséig a 70-es vonalon két csatolt egységből (motorkocsi+két betétkocsi+vezérlőkocsi+vezérlőkocsi+két betétkocsi+motorkocsi) összeállított szerelvények közlekedtek.
2014 őszén a 100-as vonal Tisza-hídjának cseréje idején a 2527-es szolnoki zónázóvonat forgalmát egy V43-as vontatásű Amx és Bmx kocsis szerelvény látta el néhány hétig, Ezen kívül rendszeresen előfordult egy BDVmot a monori ingavonat forgalmában is.
Honállomásuk a kezdetek óta a Budapest-Nyugati pályaudvar volt és karbantartásuk az Istvántelki Főműhelyben levő motorszínben történt.
2009 nyarától a 2022-es teljes kizárásáig a kelebiai vonalon is tevékenykedtek eme járművek.
Mivel a főváros (és különösen a Vác) környéki vonalakon folyamatosan álltak forgalomba a legújabb Flirt motorvonatok, emiatt 2014–2017 között Istvántelekről a miskolci fűtőházba az üzemképes 17 szerelvényből 15 költözött át. (Csak az 1-es és a 9-es BDV maradt, majd 2022-ben ők is átköltöztek.) A kiforratlansága miatt megbízhatatlan gépészetű (vezérlés és hajtásrendszer) motorkocsik miatt általában 5-7 motorvonatot tudnak forgalomba kiadni. A kisebb kihasználtság és terhelés miatt kettő helyett egy betétkocsi közbeiktatásával. (Gyakran kézenfekvő megoldásként ott is is mozdonyvontatású szerelvényekbe sorolják be a Bmx betétkocsikat.) Ennek folyományaként 2015 óta a miskolci személyvonatok fordáiban is jelen vannak. A 414 sorozatú motorvonatok borsodi megyeszékhelyen való megjelenésük először a hidasnémeti (90-es) és a kazincbarcikai (92-es) vasútvonalakon jelentettek újdonságot, kiváltva az addig ott közlekedő szerelvényeket.
Jelenleg a Füzesabony-Nyíregyháza, Miskolc-Tiszai-Nyíregyháza, Füzesabony-Szerencs valamint hétköznap a Szerencs-Sátoraljaújhely személyvonatokon teljesítenek szolgálatot. 
2022-ben a BDVmot 009 (414-009) motorkocsi megkapta az új színtervet, valamint ezzel párhuzamosan a betét és a vezérlőkocsik is új arculatot kapnak. 

## Balesetek
2021. május 31-én a 006-os pályaszámú BDVmot haladt Sátoraljaújhely vasútállomás irányába, és Sátoraljaújhely elején az SR2-es vasúti átjáróban elgázolt és kettészakított egy kamiont. A vonat elején lévő 019-es Bmxfee vezérlőkocsi kisiklott, és egy épületbe csapódott. A balesetben a mozdonyvezető súlyosan megsérült. A vezérlőkocsit visszaemelték a vágányra, majd betolták az állomásra.

## Képgaléria

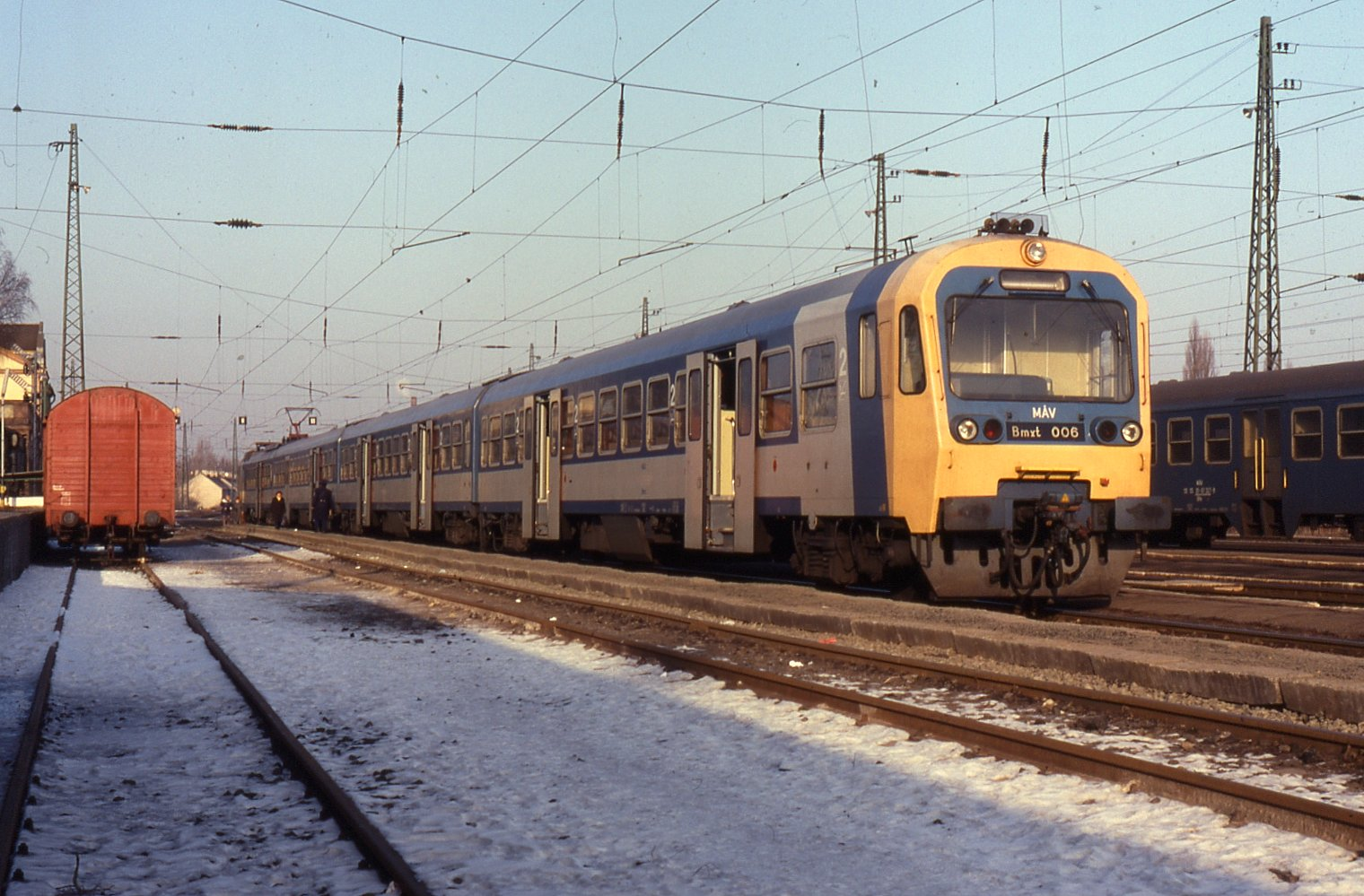
1993-ban Vác vasútállomáson
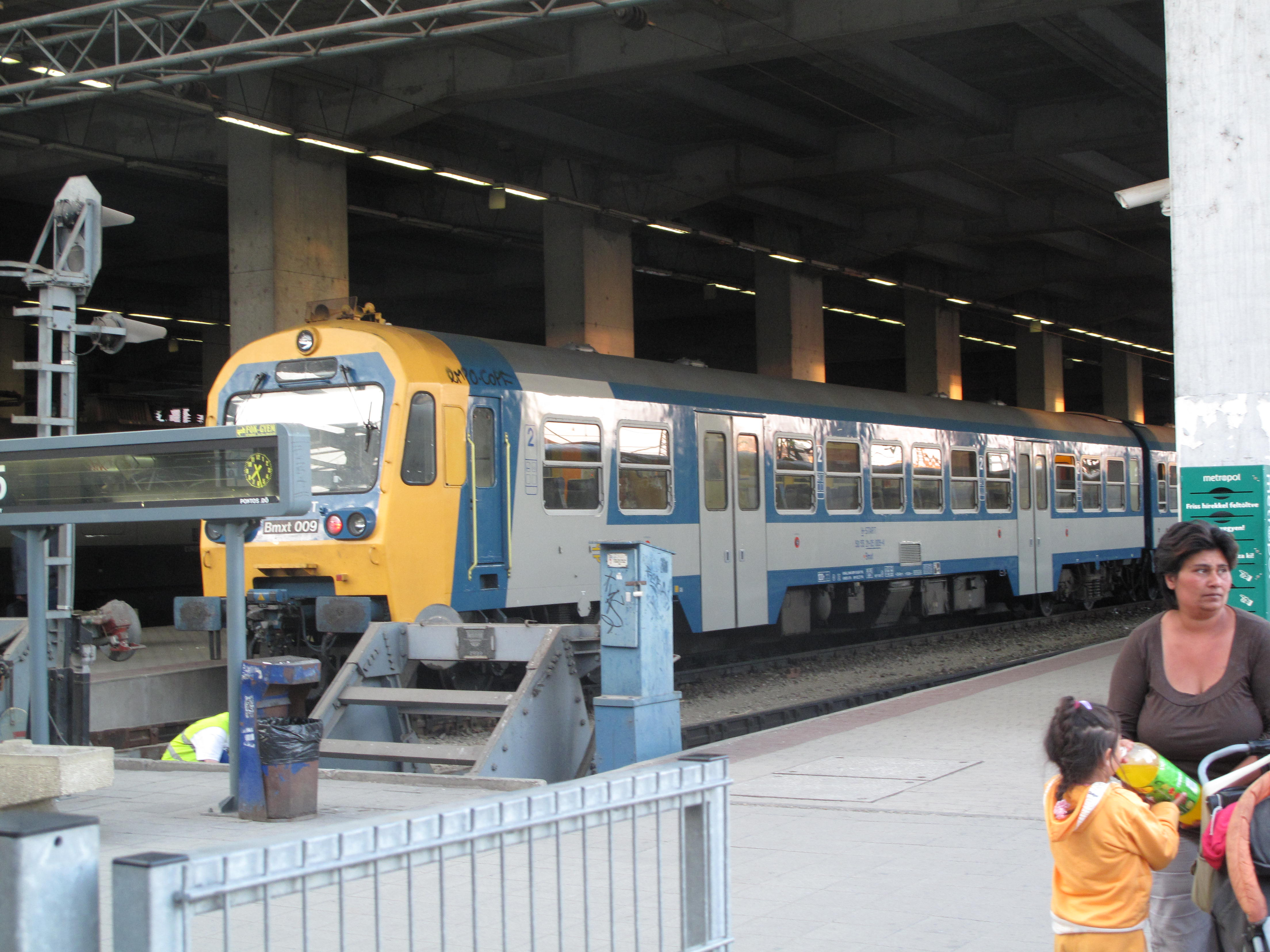
Budapest Nyugati pályaudvaron
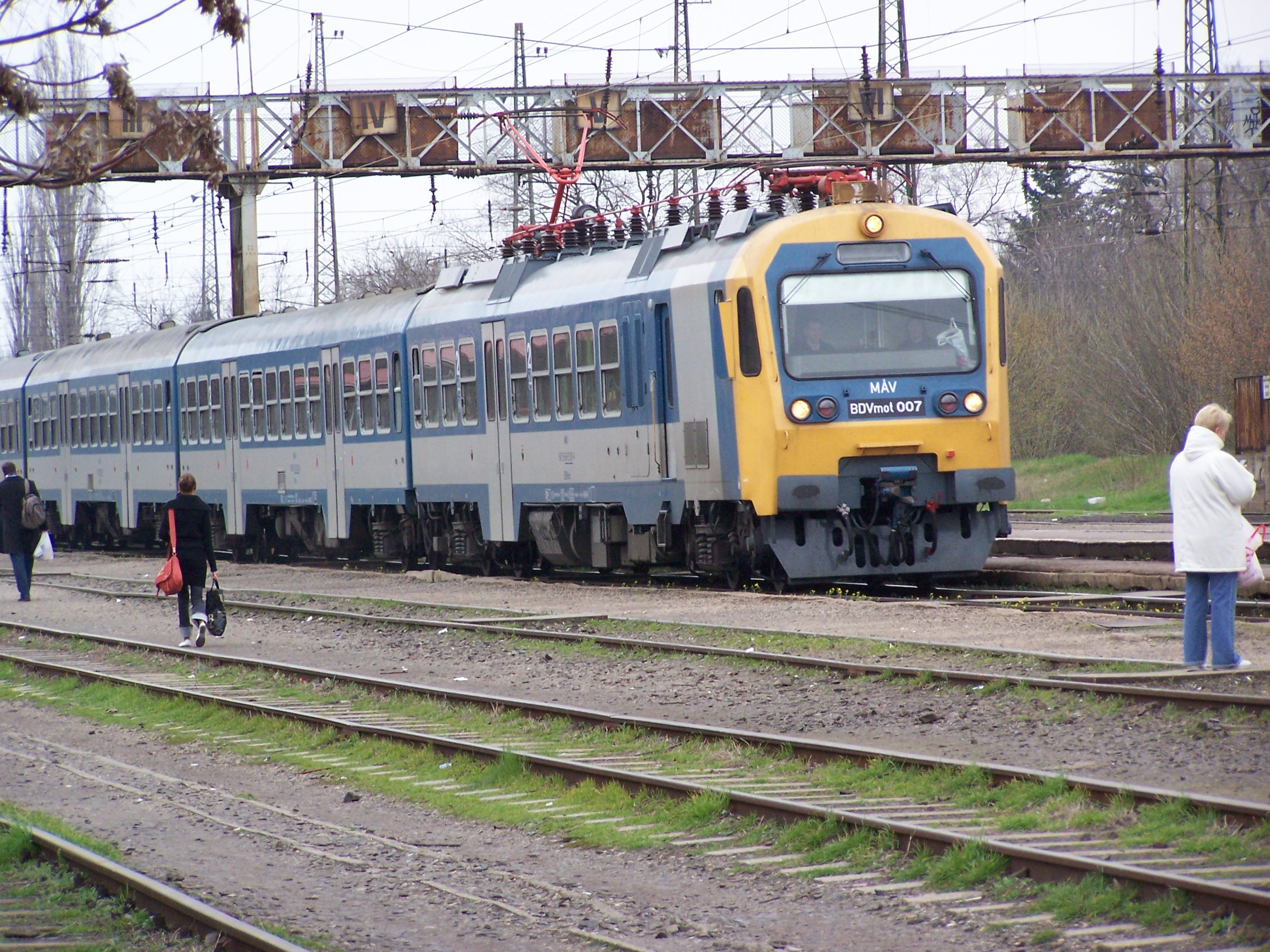
Rákospalota-Újpest állomáson 2007-ben